# Galerie Colbert

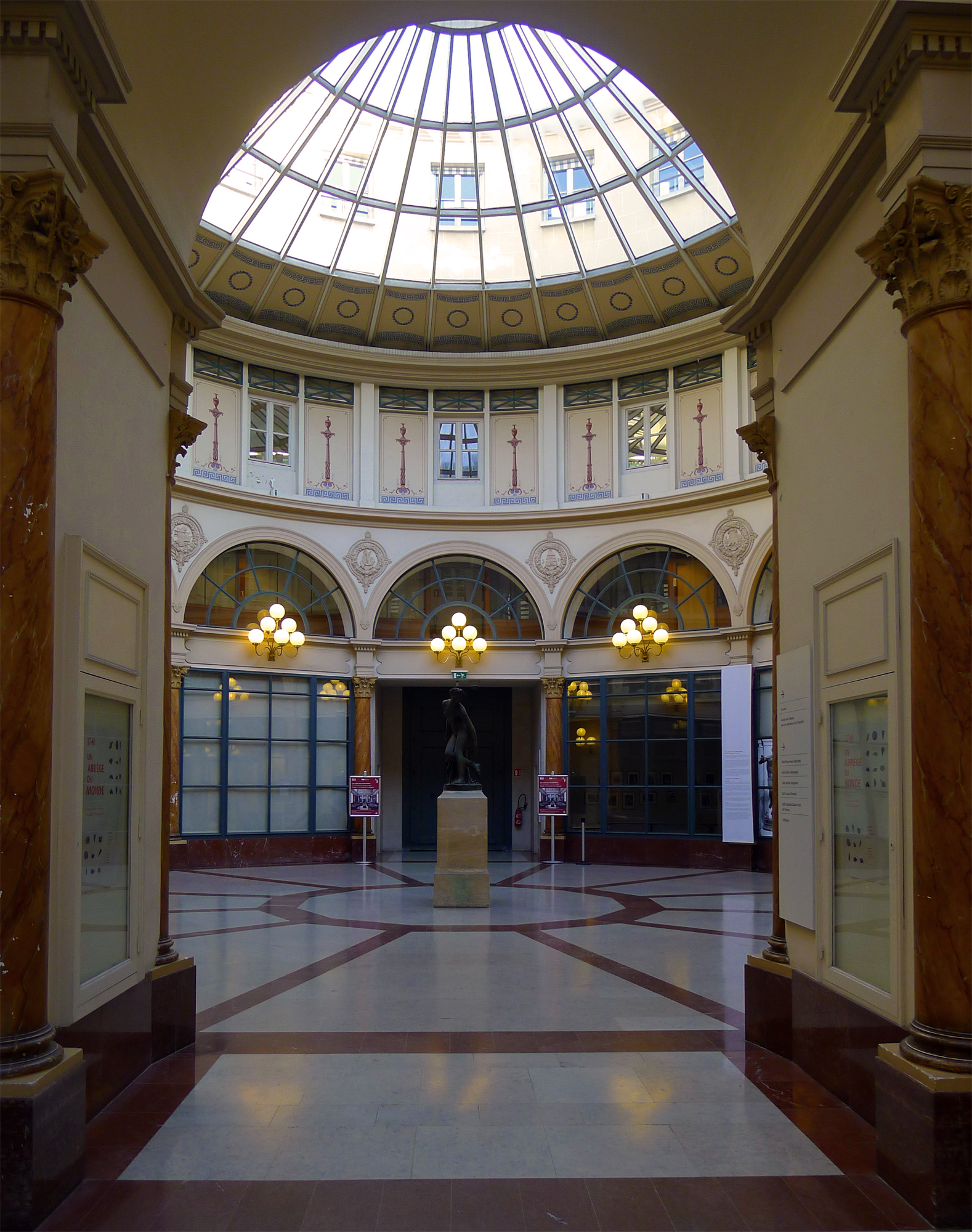
De rotonde

De Galerie Colbert is een overdekte winkelgalerij in Parijs, geopend in 1826. De passage verbindt de rue Vivienne en de rue des Petits-Champs in het 2e arrondissement. Deze passage werd enkele jaren na de nabijgelegen Galerie Vivienne gebouwd, maar kon door een minder gunstige ligging het succes hiervan nooit evenaren. In de jaren zeventig werd de galerij zelfs omgebouwd tot parkeergarage. Ze werd gerestaureerd in 1986 in opdracht van de Bibliothèque nationale en ze herbergt het Institut national d'histoire de l'art (INHA) en het Institut national du patrimoine (INP).

## Kenmerken
De galerij is bekleed met polychroom marmer en versierd met een colonnade. Ze komt uit op een rotonde die bekroond is met een glazen koepel met een diameter van 15 meter. Centraal op deze rotonde staat een bronzen standbeeld van beeldhouwer Charles-François Nanteuil-Leboeuf (1792 - 1865), dat Eurydice gebeten door een slang uitbeeldt.
- Bibliothèque nationale de France: cb16191050t (data)
- Catàleg d'autoritats de noms i títols de Catalunya: 981058513410806706
- Gemeinsame Normdatei: 5165336-9
- International Standard Name Identifier: 0000 0001 0322 1122
- Library of Congress Control Number: n2013030034
- Virtual International Authority File: 154100594